# 대한민국-타지키스탄 관계
대한민국-타지키스탄 관계는 대한민국과 타지키스탄 간의 양국 관계를 가리킨다.

## 역사
소련의 붕괴 이후 독립국가연합이 발족하는 가운데, 이들 중 하나인 타지키스탄은 대한민국 및 북한과 동시에 수교하였다. 한국은 2008년에 타지키스탄 수도 두샨베에 주타지키스탄 대사관 분관을 설치하였으며, 2021년에 대사관으로 승격시켰다.
고려인 강제이주로 인해서 소수의 고려인들이 타지키스탄에 정착하여 생활하고 있다. 이들은 타지키스탄 내전 당시 러시아 볼고그라드 지역으로 피란을 갔던 적이 있다.
무역 측면에서 한국은 타지키스탄에 주로 자동차를 수출하고, 반대로 타지키스탄은 면섬유를 수출한다.
두 나라는 한-중앙아협력포럼사무국을 통해서 협력을 강화하고 있다.

## 같이 보기
- 대한민국의 대외 관계
- 대한민국의 재외공관 목록
- 타지키스탄의 대외 관계
- 타지키스탄의 재외공관 목록